# 马丁·瓦尔
马丁·海因里希森·瓦尔 （Martin Henrichsen Vahl，1749年10月12日—1804年12月24日）为丹麦－挪威动物学家及植物学家。